# Zeszkieletowanie

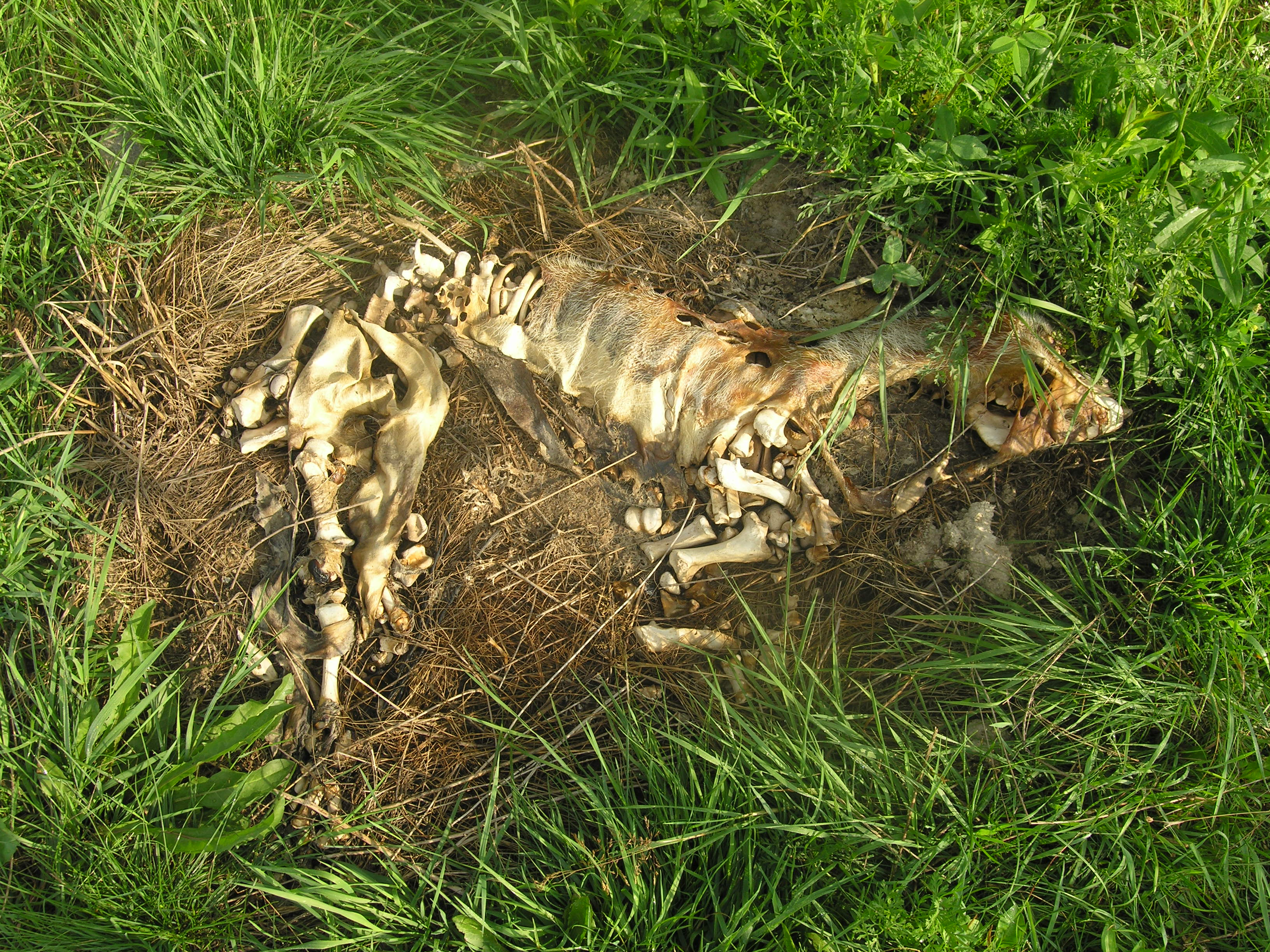
Częściowo zeszkieletowana świnia, siedem tygodni po śmierci.

Zeszkieletowanie – ostatnie stadium rozkładu zwłok, gdzie widoczny jest pełny szkielet bez skóry czy innych tkanek miękkich. Czas, w którym przebiega zeszkieletowanie, jest zależny od takich czynników, jak temperatura, wilgotność, ekspozycja zwłok na działanie promieni słonecznych oraz działalność padlinożerców. Na wolnym powietrzu do zeszkieletownia dochodzi w ciągu 1,5–2 lat, części miękkie zwłok pogrzebanych rozpadają się średnio w ciągu 3–5 lat, a do zupełnego zeszkieletowania, czyli rozpadu również ścięgien, chrząstek i więzadeł, dochodzi po upływie 5–10 lat. Obecność dużych ilości mrówek lub warunków sprzyjających rozwojowi larw owadów może skrócić czas procesu do 40, a nawet 9–10 dni.